# International Committee on Taxonomy of Viruses
Het International Committee on Taxonomy of Viruses (ICTV) houdt toezicht op de taxonomie en nomenclatuur van virussen. Het ICTV is een commissie van de virologische afdeling van de International Union of Microbiology Societies (IUMS). In de commissie zitten specialisten op het gebied van virologie. Het ICTV stelt zich ten doel een universeel classificatiesysteem voor virussen te ontwikkelen waarin alle virussen op basis van evolutionaire geschiedenis worden ingedeeld.

## Doelstellingen
Het doel van de commissie is het algemeen nut en in het bijzonder de bevordering van het onderwijs in de taxonomie van virussen. De doelstellingen zijn:
1. Om een internationaal overeengekomen taxonomie op virussen te ontwikkelen.
2. Om internationaal overeengekomen namen vast te stellen voor virus-taxa, virus-soorten en subvirale agentia.
3. Om de beslissingen te communiceren over de bereikte indeling en de nomenclatuur van virussen en subvirale agentia aan virologen door het houden van vergaderingen en verslagen te publiceren.
4. Om een officiële lijst van virusnamen te onderhouden.

## Principes van virusnomenclatuur
- stabiliteit
- vermijden en verwerpen van namen die verwarring zouden kunnen stichten
- vermijden van overbodige namen

## Overzicht taxonomie
Vanaf 2019 bestaat de ICTV-classificatie uit 4 imperia, 9 rijken, 16 fyla, 2 subfyla, 36 klassen, 55 orden, 8 onderorden, 168 families, 103 onderfamilies, 1421 geslachten, 68 ondergeslachten en 6590 soorten. De huidige hiërarchie is als volgt opgebouwd.